# لشکر ۱۵۰ تفنگدار موتوری گارد
لشکر ۱۵۰ تفنگدار موتوری گارد (انگلیسی: 150th Guards Motor Rifle Division) لشکر پیاده‌نظام مکانیزه نیروی زمینی روسیه است، که به‌عنوان بخشی از ارتش ۸ ترکیبی گارد در منطقه نظامی جنوبی فعالیت می‌کند. ستاد فرماندهی و پادگان این لشکر در شهر نووچرکاسک قرار دارد.
پیشینه شکل‌گیری این لشکر به سال ۱۹۴۱ بازمی‌گردد، که توسط ارتش سرخ تأسیس شد. این لشکر از سال ۱۹۴۱ تا ۱۹۴۵ در جبهه شرقی جنگ جهانی دوم جنگید. این لشکر زمانی شهرت یافت که سربازانش در ۲ مه ۱۹۴۵ پرچم شوروی را بر فراز رایشس‌تاگ برافراشتند. لقب «ایدریتسکایا» در ۲۳ ژوئیه ۱۹۴۴، به دستور شماره ۲۰۷، به خاطر نبرد قهرمانانه‌اش در شهر ایدریتسا به این لشکر شوروی داده شد. این لشکر در اشنایدمهل و برلین جنگید و در نهایت در سال ۱۹۴۶ منحل شد. لشکر ۱۵۰ تفنگدار موتوری گارد در سال ۲۰۱۶ سازماندهی مجدد شد.